# Manila (2000)
Manila ist ein Ende 1998 entstandener, deutscher Ensemble-Spielfilm von Romuald Karmakar.

## Handlung
„Wir müssen noch ‘ne philippinische Ratte finden … und dann geht’s los“ verkündet der leicht blasierte Repräsentant einer deutschen Fluggesellschaft, Jochen Osterfeld, und versucht eine bunte Gruppe von Passagieren zu vertrösten, die nunmehr vorübergehend im Terminal des Internationalen Flughafens von Manila festsitzen und auf ihren Flug nach Frankfurt am Main warten. Die Fluggäste gleichen einem Panoptikum: sonnenhungrige und badefreudige Urlauber, Geschäftsleute, Sextouristen und individualistische Einzelkämpfer. Seit Stunden warten sie darauf, endlich an Bord gehen zu dürfen. Ist anfänglich die Situation noch entspannt bis heiter, so beginnen im Laufe der nicht enden wollenden Verzögerungen erste Aggressionen aufzukommen bis schließlich bei dem einen oder anderen die Nerven blank liegen. Mit Gratisdrinks wird die launische Meute in Schach gehalten, Erinnerungsfotos wie Urlaubserfahrungen werden unter den Gestrandeten herumgereicht. 
Die Passagiere sind ein buntgemischter Haufen: Da sind beispielsweise die beiden leicht prolligen Rudi und Herbert, die gemeinhin als Sextouristen gelten, oder die junge US-Journalistin mit deutschen Wurzeln Elisabeth, die seit zwei Jahrzehnten von ihrem Lebensthema „Deutsche im Ausland“ getrieben wird. Da ist das verhärmte, ostdeutsche Lehrerehepaar Regine und Knut Görler, das sich als Bildungsbürger darzustellen versucht und angestrengt von den körperlichen Mühen des Reisens berichtet. Oder auch der deutsche Aussteiger Walter mit philippinischer Ehefrau Maribel. Beide betreiben in Manila einen Puff. Schließlich ist da noch ein Entertainer ganz alten Schlages: Eddi Arent weiß, wie man eine „Truppe“ bei Laune hält, sollte die allgemeine Stimmung zu kippen drohen. Bald aber hilft auch das nicht mehr, und dieses reichlich sozialen Sprengstoff enthaltene Gemisch menschlicher Abgründe droht am Flughafen von Manila erst zu implodieren, dann zu explodieren.

## Produktionsnotizen
Manila entstand zwischen dem 29. Oktober und dem 14. Dezember 1998 in Manila, Hamburg, Frankfurt am Main und Bad Oldesloe. 
Die Filmbauten entwarf Rolf Zehetbauer. Er zeichnete vor allem für den zentralen Handlungsort verantwortlich, die Abflughalle des International Airport Manila, die er in einer Lagerhalle im Schleswig-holsteinischen Bad Oldesloe nachbaute.
Die musikalische Vorlage entstammte von Giuseppe Verdi.

## Auszeichnungen
Manila wurde für mehrere Filmpreise nominiert und erhielt ihn in folgenden Kategorien:
- Bayerischer Filmpreis in der Sparte Bestes Drehbuch
- Silberner Leopard beim Locarno Film Festival für Beste Regie und für Beste Produktion

## Kritiken
Manila wurde mit gemischten Kritiken bedacht. Nachfolgend mehrere Beispiele:
Georg Seeßlen schätzte an diesem Film vor allem „Komposition von Raum und Zeit“, konstatierte andererseits sein Problem „mit Kirchhoffs Texten, mit seiner Menschen-Konstruktion. Entweder geht er in seiner Denunziation zu weit und zeigt dabei intellektuelle Überheblichkeit gegenüber seinen Kleinbürgerhelden … Oder er geht nicht weit genug, weil er das Groteske der Klasse selbst unterschlägt ...“
In der Frankfurter Rundschau vom 28. Juni 2000 ist zu lesen, dass Karmakar das Risiko liebe und mit jedem Film, den er gemachte habe, hätte er stets etwas Neues ausprobiert. Bei diesem Ensemblestück seien es Episoden, „die nicht zu Stories werden, flüchtige Begegnungen, die keinen Sinn ergeben müssen, weder Lehrstücke noch Läuterungen stehen auf dem Programm.“
Hans Günther Pflaum verortete in dem Film, wie die Überschrift in seiner Kritik in der Süddeutschen Zeitung vom 29. Juni 2000 verhieß, ein „Fegefeuer der Peinlichkeiten“ und sah in Manila zwar einen „Reisefilm, doch er beginnt erst in dem Moment, in dem die äußere Bewegung zum Stillstand gekommen ist“.
Spiegel online registrierte am 27. Juni 2000 „kein schmeichelhaftes Portrait einer reisewütigen Nation“ und befand, dass die Deutschen in Karmakars Filmwelt durchgehend „spießig, prollig und verklemmt“ seien. Zu allem Überfluss würden die „kleinen Geschichten“ auf die Dauer langweilen.
Die Berliner Morgenpost sah in Manila eine Abrechnung mit „Deutschtum und Sex-Tourismus“, gestand in ihrer Kritik vom 29. Juni 2000 Karmakar eine „sichere Hand für exzellente Schauspielerführung“ zu und lobte, dass der Film „weitgehend ohne moralischen Zeigefinger“ auskomme. Der Kritiker fand aber zugleich, dass der Film nicht „unfrei von plakativen Slogans“ und „die eine oder andere Episode klischeebeladen oder gar verzichtbar“ sei.
In der Welt vom 28. Juni 2000 kam Hanns-Georg Rodek zum Schluss, dass der Film irritiere und in seiner Aussage „unerbittlich“ sei.